# GIFUSHO
株式会社GIFUSHO（ぎふしょう）は、岐阜県立岐阜商業高等学校（岐阜商）の生徒が株主となり、インターンシップの形で事業に取り組む株式会社。株式会社の仕組みを実際に会社経営を行うことで学習しようという趣旨で設立された企業であり、岐阜商関係のグッズや他企業と共同開発した商品の販売が主要事業となる。高等学校が設立した株式会社は、指宿市立指宿商業高等学校の株式会社指商に次ぐ、日本で2例目である。
取締役には岐阜商の卒業生やPTA役員が名を連ね、資本金も卒業生が出資するが、彼らは直接経営に口を出さず、岐阜商の現役高校生が経営の実務を担う。岐阜商の生徒は全員が株主となり、生徒の中から最高経営責任者（CEO）を選出する。株主となった生徒は配当を直接受け取ることはできず、岐阜商での実習費などに利用することで間接的に利益を得る。
生徒はGIFUSHOのインターンシップに参加するという形で販売事業などを行う。岐阜商の各学科がGIFUSHOの社内の各事業部門を担い、3年生が事業の中心を、LOB部という部活動の部員が社内の調整を行う「企画運営会」を運営する。例えば、岐阜商流通ビジネス科はGIFUSHOの販売事業部を担当する。

## 歴史
岐阜商では従前より岐阜市内の大型商業施設・マーサ21で商品販売の実習を行ってきたが、LOB部が中心となって販売事業の株式会社化の準備を進めてきた。これは岐阜商が文部科学省が進める専門的職業人の育成事業である「目指せスペシャリスト」（スーパー専門高校）に2014年（平成26年）度から2016年（平成28年）度まで選定されていたことによるものであり、初年度の2014年から設立準備を進めていた。そしてマーサ21に本社を置く資本金10万円の会社として2016年（平成28年）2月2日に岐阜地方法務局で登記申請を行い、2月16日にLOB部員らが岐阜商体育館で全校生徒らに会社設立について説明した。企業設立には、起業家育成も視野に入れられた。同年4月28日には第1回株主総会を岐阜商で行い、執行役員や事業部長らを選任し、資本金を240万円に増資することを決議した。
会社設立後は、同社の事業として週2回、マーサ21にブースを設けて岐阜商の体操服やタオル・Tシャツなどの岐阜商グッズ、八百津せんべいなどの販売を行ってきた。設立1年目の12月期決算では売上高が約1956万円、営業利益が192万円となり、目標100万円の2倍近い営業利益を上げた。利益分は卒業する3年生へ贈る文房具代と次年度の予算に充当された。税理士の助言を得ながら申告書類を作成し、2017年（平成29年）2月16日に岐阜北税務署に確定申告書を提出、法人税と地方税を合わせて約398,000円を確定申告した。
2017年（平成29年）3月3日には岐阜商が十六銀行と協定を締結し、GIFUSHOの経営に同行の支援が得られることとなった。2018年（平成30年）には岐阜市から186,050円の補助金を獲得し、同年2月7日にCEOが記者会見を開き、「岐商茶屋」の名でイベントに出展し、揖斐茶の販売を行うと発表した。高校が設立した企業が補助金を得て事業を行うのは、これが日本初である。

## 共同開発商品
会社設立早々から外食事業者や菓子店とコラボレーションし、期間限定商品の開発にかかわってきた。

### デオPapa
LOB部が各務原市でスーパー銭湯を営む企業（日本温浴研究所）と共同開発した入浴剤で、「加齢臭を抑える」と銘打っている。「お父さんの臭いに悩むJKによって開発されたJKのための入浴剤!」というキャッチコピーや製品パッケージはLOB部の手によるものである。LOB部が最も推している商品であり、2016年（平成28年）5月の発売から1か月で約300袋を売り上げた。
2016年（平成28年）6月から8月にかけて、「デオPapa」の知名度向上と今後の企画展開のため、Makuakeを利用したクラウドファンディングを実施した。

### 県岐商あられ
揖斐川町のだるま堂製菓のあられ開発に参加し、訪日外国人旅行者にも受け入れられるあられを開発した。高山市で訪日観光客に試食してもらうなどして改良し、完成した製品を携えて国際コミュニケーション科の生徒5人が香港で開催されたフードエキスポ2017に参加した。このあられは2017年（平成29年）3月3日の岐阜商と十六銀行との協定締結の場でも披露され、頭取の村瀬幸雄から「海外ではこういった日本風の味わいが受けるかもしれない」という評価を得た。

### 飛あゆ 美濃いび茶味
2018年（平成30年）2月12日より、伸光製菓は岐阜市銘菓の鮎菓子の1つである「飛あゆ」の新しい味として「美濃いび茶味」を販売開始した。GIFUSHOは伸光製菓へ助言する形で商品開発に参与し、若者向けの味と見た目に仕上げた。同時に飛あゆ 美濃いび茶味のラッピング車両を岐阜乗合自動車（岐阜バス）で運行開始した。